# S-350 비티아즈
S-350 비티아즈(러시아어: C-350 Витязь)는 GSKB 알마즈-안테이가 개발한 러시아의 중거리 지대공 미사일 시스템이다. S-300PS를 대체하는 것이 목표이다. 이 시스템의 설계는 한국-러시아 공동 천궁 (미사일) 프로젝트에서 그 뿌리를 찾을 수 있으며, S-400과 동일한 9M96 미사일을 사용한다.

## 개발
S-350의 시작이 된 첫 연구는 1999년에 시작되었다. 개발은 2007년에야 본격적으로 시작되었다. 알마즈-안테이는 대한민국과 천궁 (미사일)을 공동 개발하면서 얻은 경험을 활용할 수 있었다. 2011년경, 미사일 시험 실패로 인해 개발이 둔화되었을 가능성이 있다. S-350은 2013년에 공개되었으며, 그 해 MAKS 에어쇼에서 선보였다. 초기 계획은 시스템의 시험 단계를 2013년 가을에 마치고, 2020년까지 약 30개의 시스템을 인도하는 것이었다. 그러나 S-350의 첫 인도는 2019년에야 이루어졌고, 2020년 2월에야 실전 배치되었다.

## 설계
S-350 비티아즈 방공 시스템은 여러 차량으로 구성된다.
- 1~2대의 50N6A 다기능 수동 전자식 스캔 어레이 레이더 스테이션.[5] 조기 탐지, 표적 조명 및 미사일 유도를 위한 360° 커버리지.[6]
- 1대의 50K6A 지휘소, 다른 원격 시스템과의 상호 작용을 통한 완전 자율 전투 작업.[7]
- 4~8대의 50P6 발사대[3] (12~9M96 미사일).
  - 9M96/9M96E(E2) 유도 미사일; 수동 유도 및 능동 호밍 유도를 사용하는 기타 미사일.[7] 12–120 km (7.5–74.6 mi) 사거리, 공기역학적 제어 표면 및 추력 벡터링.
  - 9M100 유도 미사일; 10–15 km (6.2–9.3 mi) 사거리; 적외선 수동 호밍; 공기역학적 제어 표면 및 추력 벡터링; 최대 기동 60 G-20 표면. 9M100은 해군 버전에서 쿼드 팩으로 운반할 수 있다.[8]

S-350의 기본 성능 특성:
- 동시에 교전할 수 있는 최대 표적 수:
  - 공기역학적 – 16
  - 탄도 – 12
- 동시에 유도되는 미사일의 최대 수 – 32
- 공기역학적 표적의 영향 영역:
  - 사거리 – 1.5–120 km (0.93–74.56 mi)
  - 고도 – 10 m-30 km (98,000 ft)
- 탄도 표적의 영향 영역:
  - 사거리 – 1.5–30 km (0.93–18.64 mi)
  - 고도 – 2–25 km (6,600–82,000 ft)
- 배치 시간 – 5분

모든 차량은 브랸스키 자동차 공장 차대 (BAZ-6909 & BAZ-69092)를 기반으로 한다. 2018년에 국가 시험을 통과한 9M96E 유도 미사일을 사용하는 해군 버전은 레두트이다.
레두트의 수출형은 레수르스 (Resource)로 명명되었다.

### 미사일
| [ 13 ] [ 3 ] | 9M96E2            | 9M96E             | 9M100            |
| ------------ | ----------------- | ----------------- | ---------------- |
| 최소 사거리  | 1 km              | 1 km              | _                |
| 최대 사거리  | 120 km            | 40 km             | 10–15 km         |
| 최소 고도    | 5 m               | 5 m               | _                |
| 최대 고도    | 30 km (98,000 ft) | 20 km (66,000 ft) | 8 km (26,000 ft) |
| 속도         | 1800 m/s          | _                 | 1000 m/s         |
| 중량         | 420 kg (930 lb)   | 333 kg (734 lb)   | 140 kg (310 lb)  |
| 길이         | 5.65 m (18.5 ft)  | 4.75 m (15.6 ft)  | 2.5 m (8.2 ft)   |
| 직경         | 240 mm (9.4 in)   | 240 mm (9.4 in)   | 125 mm (4.9 in)  |
| 탄두 중량    | 24 kg (53 lb)     | 24 kg (53 lb)     | 14.5 kg (32 lb)  |

## 배치
2017년 9월, S-350 미사일 시스템은 러시아에서 타르투스 항구를 통해 전달되어 시리아 하마 주 마시아프 마을에 배치된 것으로 알려졌다.
2019년 3월 26일 이루어진 첫 발사는 긍정적이었고, 방공 미사일 시스템은 국가 시험을 성공적으로 통과했다.
2019년 12월 말, 카푸스틴 야르에서 S-350은 러시아 국방부에 공식적으로 인도되었다. 인도는 공기역학적 표적 추적을 포함했다.
2020년 2월, S-350 비티아즈는 구 러시아 항공우주 방위군에 공식적으로 배치되었으며, 현재는 신형 미사일 시스템이 주코프 항공우주 방위 아카데미에 전달되어 장비 승무원 훈련을 위해 러시아 항공우주군으로 통합되었다.
알마즈-안테이 그룹과 러시아 국방부는 2020년 6월 S-350 "비티아즈" 4세트와 S-400 "트리움프" 3개 연대 납품 계약을 체결했다. 납품은 2021년에 시작되었다.
S-350은 러시아의 우크라이나 침공에 사용되고 있다.

### 레두트 해군 방공 시스템을 사용하는 함선 등급
- 스테레구시급 초계함[22]
- 그리먀시급 초계함[22]
- 프로젝트 20386 코르벳[23]
- 고르시코프급 호위함[24]

## 운용국
러시아
- 러시아 항공우주군[25]

 알제리

## 갤러리

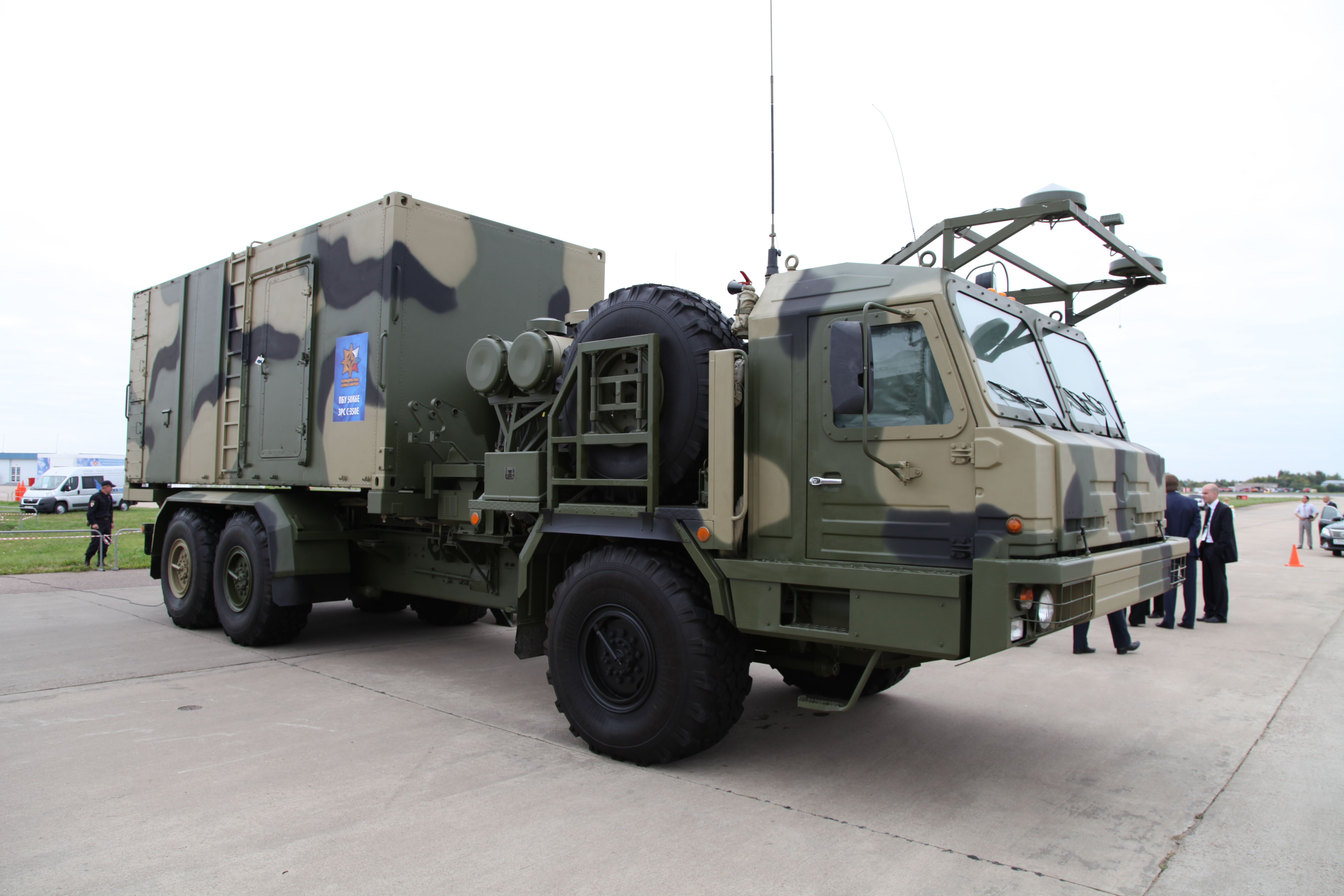
50K6E 지휘소
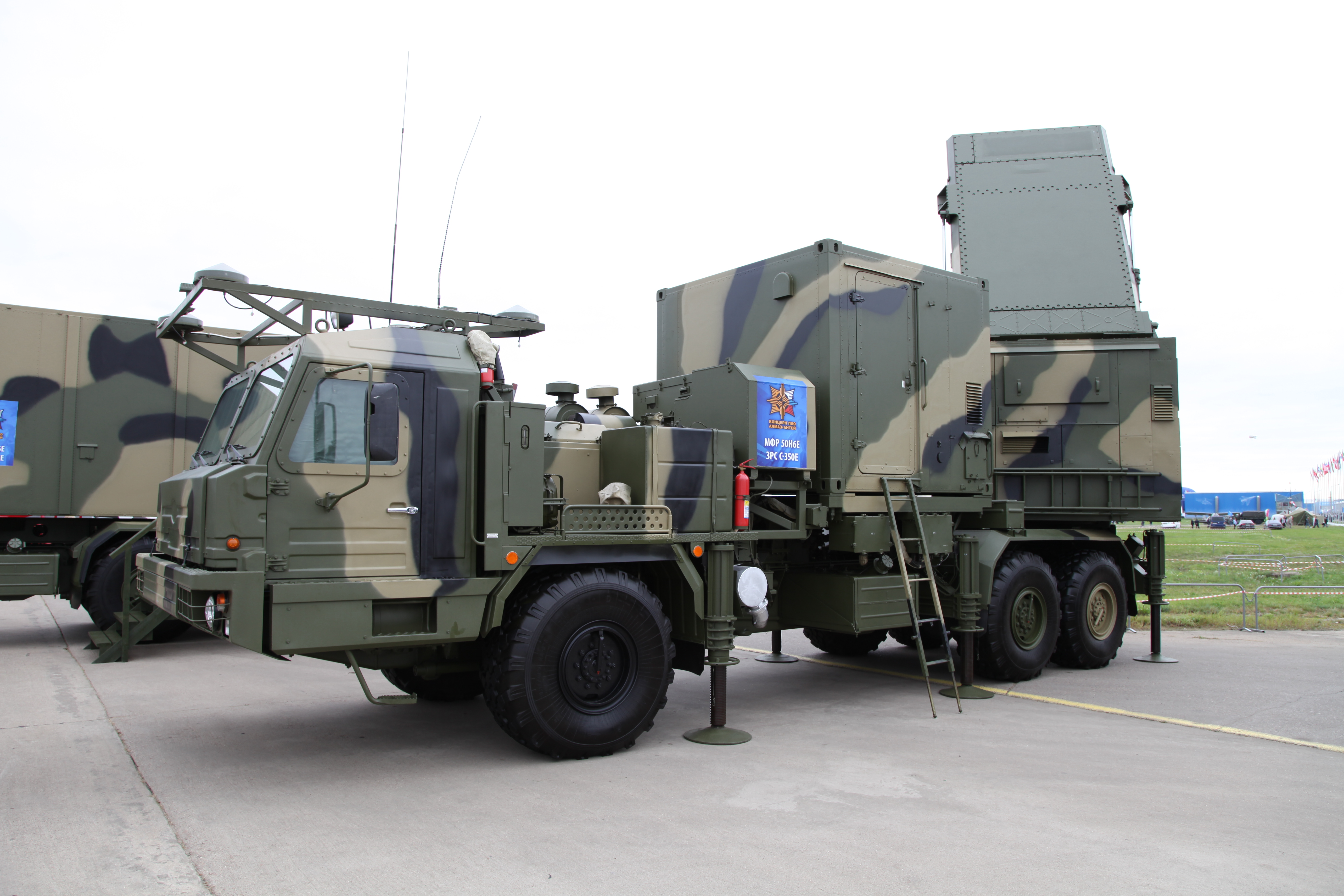
50N6E 다기능 레이더

## 같이 보기
- 판치르-S1
- 42S6 모르페이
- S-300 미사일 시스템
- S-300VM 미사일 시스템
- S-400
- S-500
- 천궁 (미사일)
- 바락 8
- MIM-104 패트리어트